# المطرقة القاتلة (فلم 1914)
المطرقة القاتلة (بالإنجليزية: The Fatal Mallet)، يعرف أيضا (مطرقة تشارلي)، وهو فيلم كوميدي أمريكي صامت من عام 1914 بطولة تشارلي تشابلن تم إنتاجه في استوديوهات كيستون.

## القصة
رجل، شارلوت، يلقي بمطرقة على زوجين بالقرب من شجرة. ترفع الفتاة المطرقة إلى أول رامي يصل إلى الزوجين، للحظة من الكوميديا المضحكة بين الرجال. تذهب الفتاة إلى رجل آخر تجلس معه على الأرجوحة. من الشجرة يتجه الرجلان نحو الأرجوحة ويدفع أحدهما الرجل الموجود على الأرجوحة، الذي يطلق مطرقة إلى الاثنين الآخرين، اللذين يلجأان إلى كوخ قريب. تذهب الشخصية التي يلعبها تشابلن لتأخذ الآخر الذي كان مع الفتاة وتأخذه إلى الكوخ. يضرب تشابلن الاثنين الآخرين ويذهب إلى الفتاة، ويطارد طفلًا كان قد وصل قبل قليل. يحرر الرجلان نفسيهما ويطارد أحدهما تشابلن، الذي يتبارز على حافة بركة مع أحدهما بينما يكون الآخر مع الفتاة. يسقط تشابلن خصمه في البحيرة لكن الآخر يجعله يسقط أيضًا ويذهب في نزهة مع الفتاة.

## طاقم التمثيل
- تشارلي تشابلن - الخطيب
- مابل نورماند - مابل
- ماك سينيت - الخطيب المنافس
- ماك سوين - منافس آخر

## روابط خارجية
- المطرقة القاتلة على موقع IMDb (الإنجليزية)
- المطرقة القاتلة على موقع روتن توميتوز (الإنجليزية)
- المطرقة القاتلة على موقع أول موفي (الإنجليزية)
- المطرقة القاتلة على موقع فيلمافينيتي (الإسبانية)
- المطرقة القاتلة على موقع قاعدة بيانات الفيلم (الإنجليزية)
- المطرقة القاتلة على موقع ليتربوكسد (الإنجليزية)
- المطرقة القاتلة على موقع كينوبويسك (الروسية)